# Павильон пустыни (Вена)
Дом пустыни в Шёнбрунне (Пустынный павильон, нем. Wüstenhaus Schönbrunn) — тематическая выставка на тему флоры и фауны засушливых биомов, расположенная в Вене, Австрия. Выставка расположена в «Доме солнечных часов» (нем. Sonnenuhrhaus), который был построен в 1904 году как самый новый из четырёх ботанических домов в дворцовом парке Шёнбрунн. Иногда название «Павильон пустыни» применяется не только для обозначения выставки, но и для названия самого здания, которое входит в комплекс садов Шёнбрунн.

## Описание
Выставка «Павильона пустыни» расположена за пределами зоопарка Шёнбрунн, прямо у входа в Хитцинг напротив Пальмовой оранжереи. Эта концепция была реализована в 2003 году под стеклянной крышей бывшего Дома с солнечными часами в стиле модерн, который находится в дворцовом парке Шёнбрунн. Реализация проекта стала возможной благодаря сотрудничеству зоопарка Шенбрунн и Федерального сада ARGE Wüstenhaus.
Посетители проходят по тематической тропе, знакомясь с тематическими пейзажами от Центральной Америки до Мадагаскара. Основной фокус данного места — ботаника, с акцентом на кактусы и другие суккулентные растения. Павильон пустыни предоставляет возможность ознакомиться с растительностью, присущей пустынным регионам.

## Дом солнечных часов

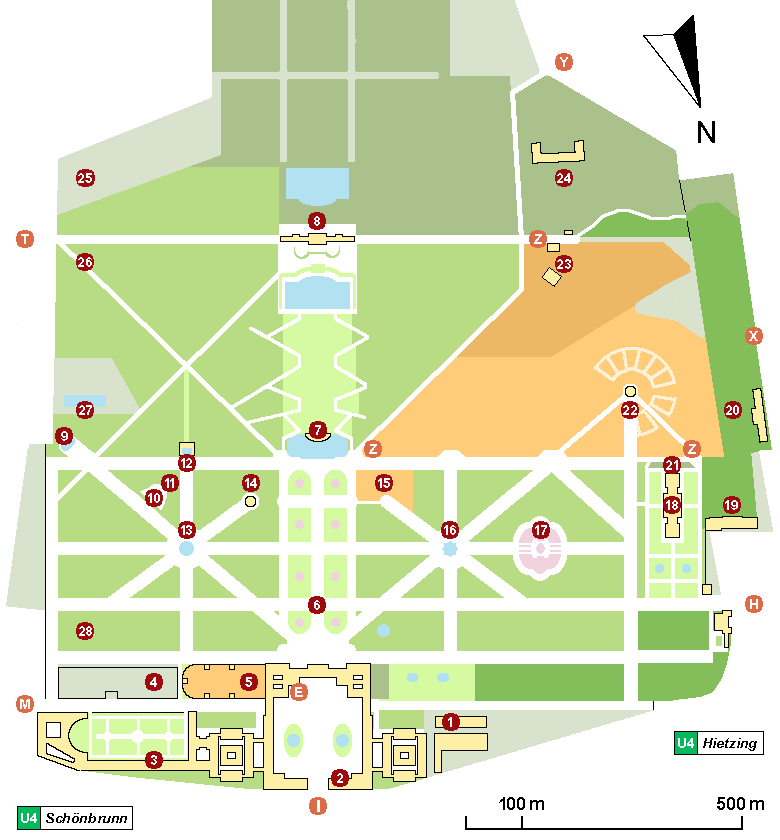
Павильон пустыни расположен под номером 19, на общей карте садов Шёнбрунн

Дом солнечных часов был возведен в 1904 году по проекту Альфонса Кустодиса. На протяжении 85 лет он выполнял функции оранжереи и зимнего дома для ценной коллекции австралийских и южноафриканских растений. С 1989 года западная часть этой оранжереи в стиле модерн привлекала множество посетителей дворцового парка в качестве «дома бабочек». Однако в 1998 году «дом бабочек» пришлось закрыть из-за ветхости.

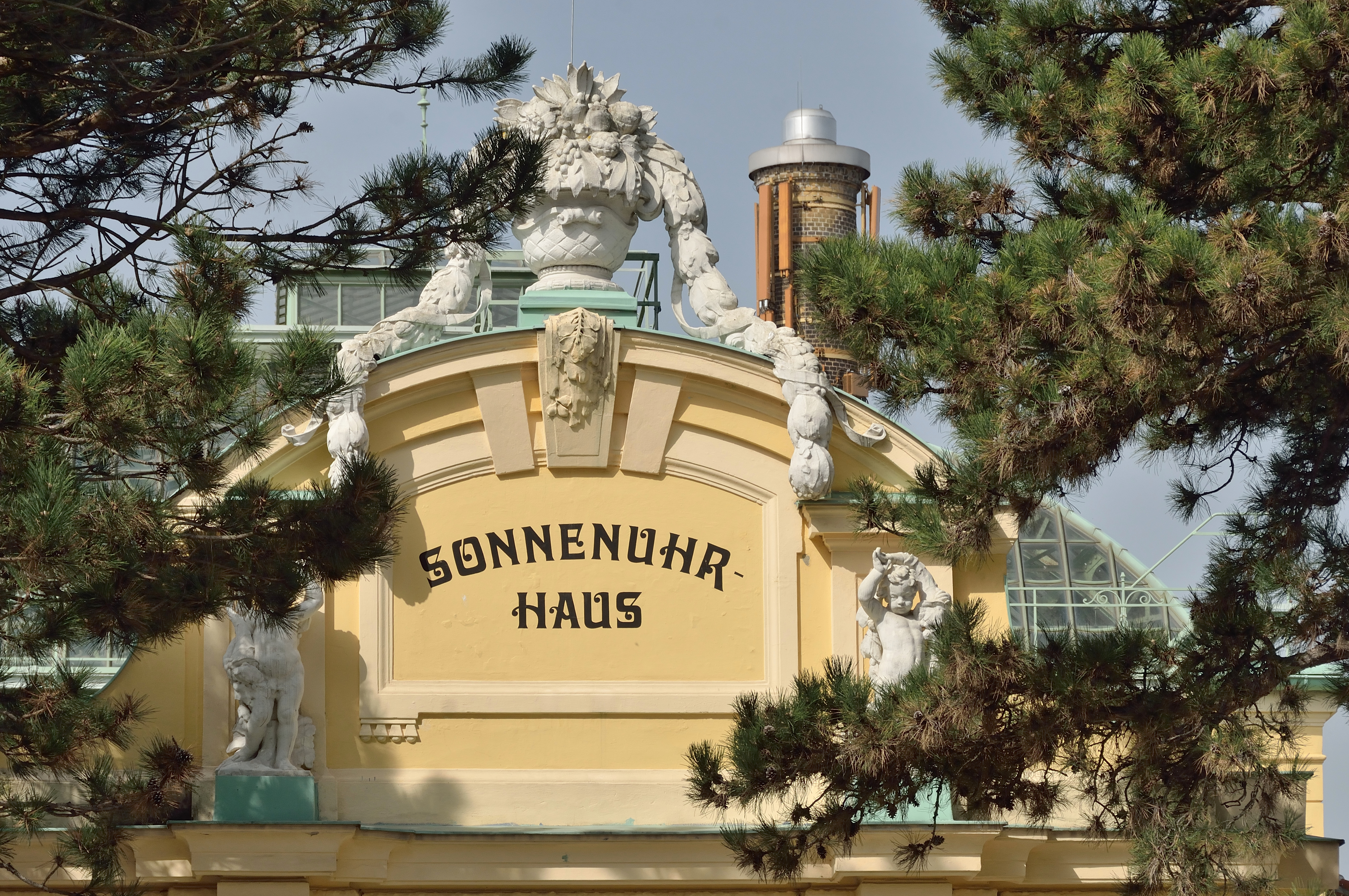
Надпись Sonnenuhrhaus на входном фасаде
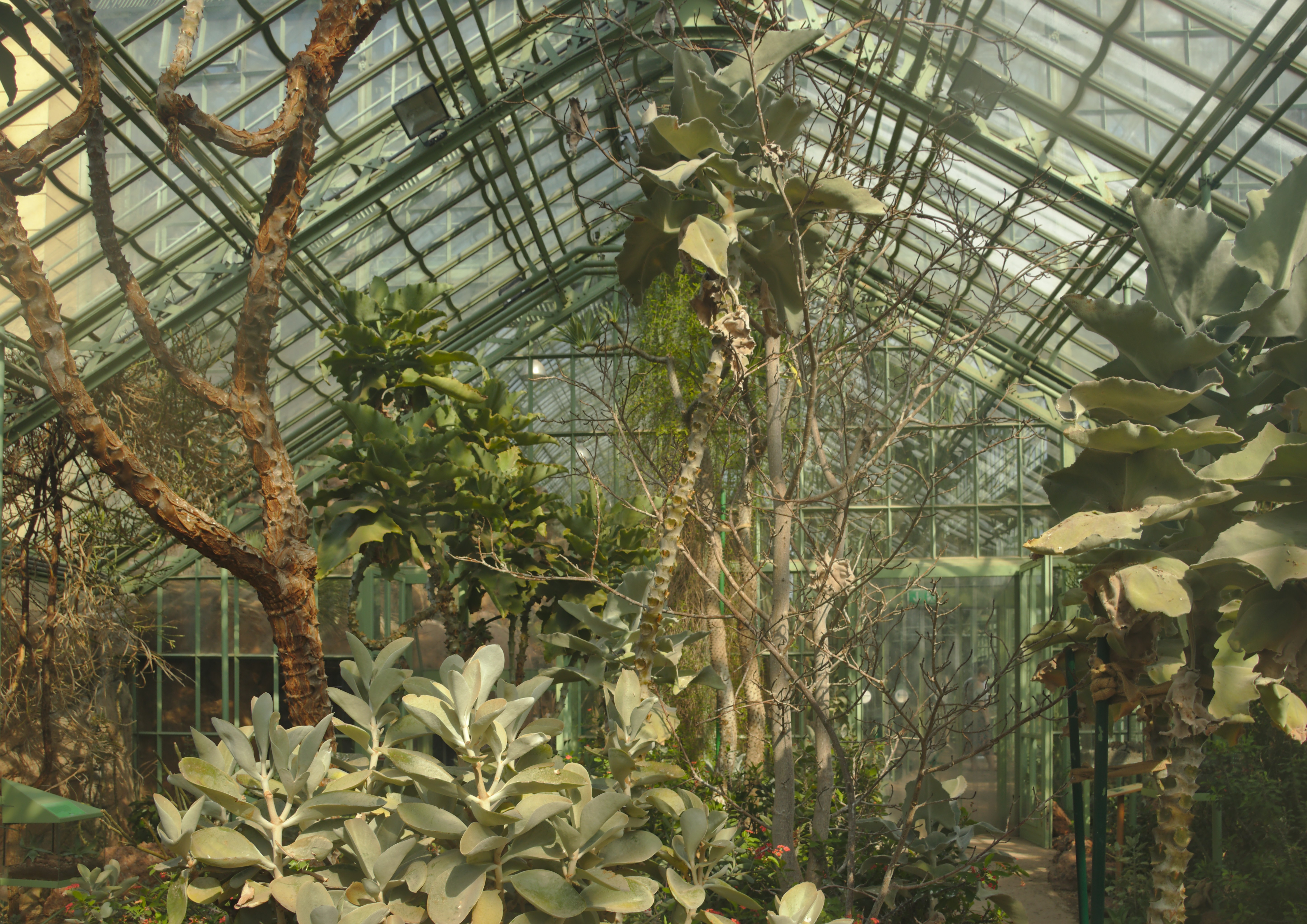
Вид изнутри

## Флора и фауна
Посетители могут отправиться на тропу, которая приведет их в пещерный проход, где они встретят пещерных обитателей, таких как Загросский тритон (Neurergus kaiseri), и чернохвостных гремучих змеи. Также можно встретить различные растения, в том числе Фокею (Fockea), которая выращивается в стеклянных домах Шенбрунна с 1788 года. Кроме того, можно увидеть Голых землекопов (Heterocephalus glaber) в лабиринте из стеклянных труб. В центральном зале можно увидеть Вельвиичию удивительную (Welwitschia mirabilis), которая встречается только в африканской пустыне Намиб и была открыта австрийским исследователем Фридрихом Вельвичем в 1859 году.